# NGC 1090
NGC 1090 este o galaxie spirală situată în constelația Balena. A fost descoperită în 9 octombrie 1785 de către William Herschel. Se află la o distanță de 29,65 de megaparseci de Pământ.